# Phylica
Genre
Classification APG III (2009)
Phylica est un genre de plantes à fleurs de la famille des Rhamnacées qui comprend environ 150 espèces. Le nom du genre vient du grec φυλλικός (phullikόs) « foliaire, relatif aux feuilles », parce que les tiges sont abondamment feuillues dans la plupart des espèces.
La plupart des espèces sont africaines et près de 140 espèces sont spécialement endémiques de la Province du Cap en Afrique du Sud. Ce sont des arbustes ou de petits arbres.
Les espèces qui ne sont pas africaines ou malgaches occupent diverses îles de l'Océan Indien et de l'Atlantique Sud. Ainsi, la seule plante ligneuse arborescente naturellement présente dans les Terres Australes et Antarctiques Françaises se trouve sur l'île Amsterdam (Océan Indien) et appartient au genre Phylica. De même dans le groupe Tristan da Cunha (Océan Atlantique), ne poussent que deux espèces arborescentes indigènes, dont un Phylica. Il existe aussi des Phylica  aux Mascareignes (Réunion et Maurice), et à l'île de Sainte-Hélène.
Cette singularité a attiré sur le genre Phylica la curiosité des chercheurs, qui ont cherché à comprendre les parentés des diverses populations isolées et les mécanismes de dispersion. Les études phylogénétiques les plus récentes tendent à montrer que toutes les espèces insulaires dérivent de l'espèce ayant la plus grande aire d'extension en Afrique australe (Phylica paniculata). 
Les populations des montagnes de l'île de La Réunion et de l'île Maurice formeraient une espèce endémique des Mascareignes (Phylica nitida). L'ambaville bâtard (Phylica nitida) est un arbuste de la famille des Rhamnacées, présent en altitude à la Réunion et à Maurice. C'est l'une des plantes ligneuses constitutive à la Réunion des maquis montagnards appelés branles ou fourrés éricoïdes présents en altitude.
Celles de Sainte-Hélène seraient également propres à l'île (Phylica polifolia).
Quant aux Phylica de l'île Amsterdam et à ceux de l'île Gough dans l'archipel Tristan da Cunha, ils appartiendraient bien, malgré leur éloignement, à la même espèce (Phylica arborea). Pour expliquer cette parenté, on émet très sérieusement l'hypothèse que les albatros à bec jaune (Thalassarche chlororhynchos et Thalassarche carteri), nicheurs sur ces deux groupes d'îles, aient été les agents de transport des graines.

## Liste d'espèces
Selon NCBI (2 Sep 2010) :
- Phylica arborea
- Phylica buxifolia
- Phylica cryptandroides
- Phylica emirnensis
- Phylica ericoides
- Phylica fruticosa
- Phylica montana
- Phylica natalensis
- Phylica nitida
- Phylica oleifolia
- Phylica paniculata
- Phylica plumigera
- Phylica polifolia
- Phylica pubescens
- Phylica spicata
- Phylica stipularis
- Phylica thodei
- Phylica tropica

espèces fossiles
- † Phylica piloburmensis Shi et al., 2022